# Bourg-des-Maisons
Bourg-des-Maisons – miejscowość i gmina we Francji, w regionie Nowa Akwitania, w departamencie Dordogne.
Według danych na rok 1990 gminę zamieszkiwało 55 osób, a gęstość zaludnienia wynosiła 6 osób/km² (wśród 2290 gmin Akwitanii Bourg-des-Maisons plasuje się na 1117. miejscu pod względem liczby ludności, natomiast pod względem powierzchni na miejscu 1123.).